# Pärlbarbett
Pärlbarbett (Trachyphonus margaritatus) är en fågel i familjen afrikanska barbetter inom ordningen hackspettartade fåglar.

## Utseende och läte
Pärlbarbetten är en stor och iögonfallande barbett i gult, svart och vitt. Båda könen har svart på pannan, hanen även på strupen. Den skiljs från bomabarbetten genom ofläckat gult ansikte och från termitbarbetten genom avsaknad av rött på huvudet. Sången består av en lång serie med samma gladlynta melodi om och om igen, ofta avgiven som duett. Den liknar termitbarbettens sång, men är ljusare och snabbare.

## Utbredning och systematik
Pärlbarbetten förekommer i Afrika i ett band söder om Sagara, från Mauretanien till Somalia. Den delas in i två underarter med följande utbredning:
- Trachyphonus margaritatus margaritatus – förekommer från östra Mauretanien till Tchad, Sudan, norra Etiopien och Eritrea
- Trachyphonus margaritatus somalicus – förekommer från östra Etiopien och Djibouti till norra Somalia

## Status
Arten har ett stort utbredningsområde och beståndet anses stabilt. Internationella naturvårdsunionen IUCN listar den därför som livskraftig (LC).